# Vladislav Bogićević
Vladislav Bogićević (serbi ciríl·lic: Владислав Богићевић) (Belgrad, 7 de novembre de 1950) és un exfutbolista serbi de la dècada de 1970 i posteriorment entrenador de futbol.

## Trajectòria esportiva
La seva etapa de futbolista transcorregué majoritàriament a l'Estrella Roja de Belgrad, on romangué 13 temporades. Durant aquest temps guanyà cinc lligues iugoslaves. Durant la seva estada al club de Belgrad fou conegut amb el sobrenom de Bleki. El gener de 1978 fou fitxat pel New York Cosmos de la North American Soccer League. Els seguidors l'anomenaren Bogie. Disputà 203 partits, marcà 31 gols i donà 147 assistències.
Fou internacional amb la selecció iugoslava en 23 ocasions. Participà en el Mundial de 1974.
El 1994 començà la seva carrera d'entrenador. El juliol de 1995 agafà l'equip de la A-League New York Centaurs. L'agost de 2000 ingressà a l'equip tècnic de la Federació Iugoslava i quan Ilija Petković esdevingué primer entrenador, Bogićević fou assistent. La temporada 2003-2004 entrenà el Belenenses de Portugal, on romangué poc més de dos mesos.